# Öreg-kő
Az Öreg-kő egy 375 méter magas hegy a Gerecsében, Bajót község területén. A hegy természetvédelmi terület, dachsteini mészkőből áll.

## Növényzete
Jellemzője a dolomitos sziklagyep, egyedül itt fordul elő a fürtvirágzatú szirti ternye, és más ritka növények, például a rozsdabarna pikkelyharaszt, magyar gurgolya és a sziklai perje.

## Állatvilága
Itt fészkel az erdei fülesbagoly és a kerecsensólyom, barlangjai állandó és alkalmi telelő- és szálláshelyei a denevéreknek.

## Barlangjai
Két fokozottan védett barlang található az Öreg-kőn, a Jankovich-barlang és az Öreg-kői 1. sz. zsomboly, de a Baits-barlang, a Szalay-barlang és az Öreg-kői 2. sz. zsomboly is országos szinten nagy jelentőségű és régóta ismert üreg.

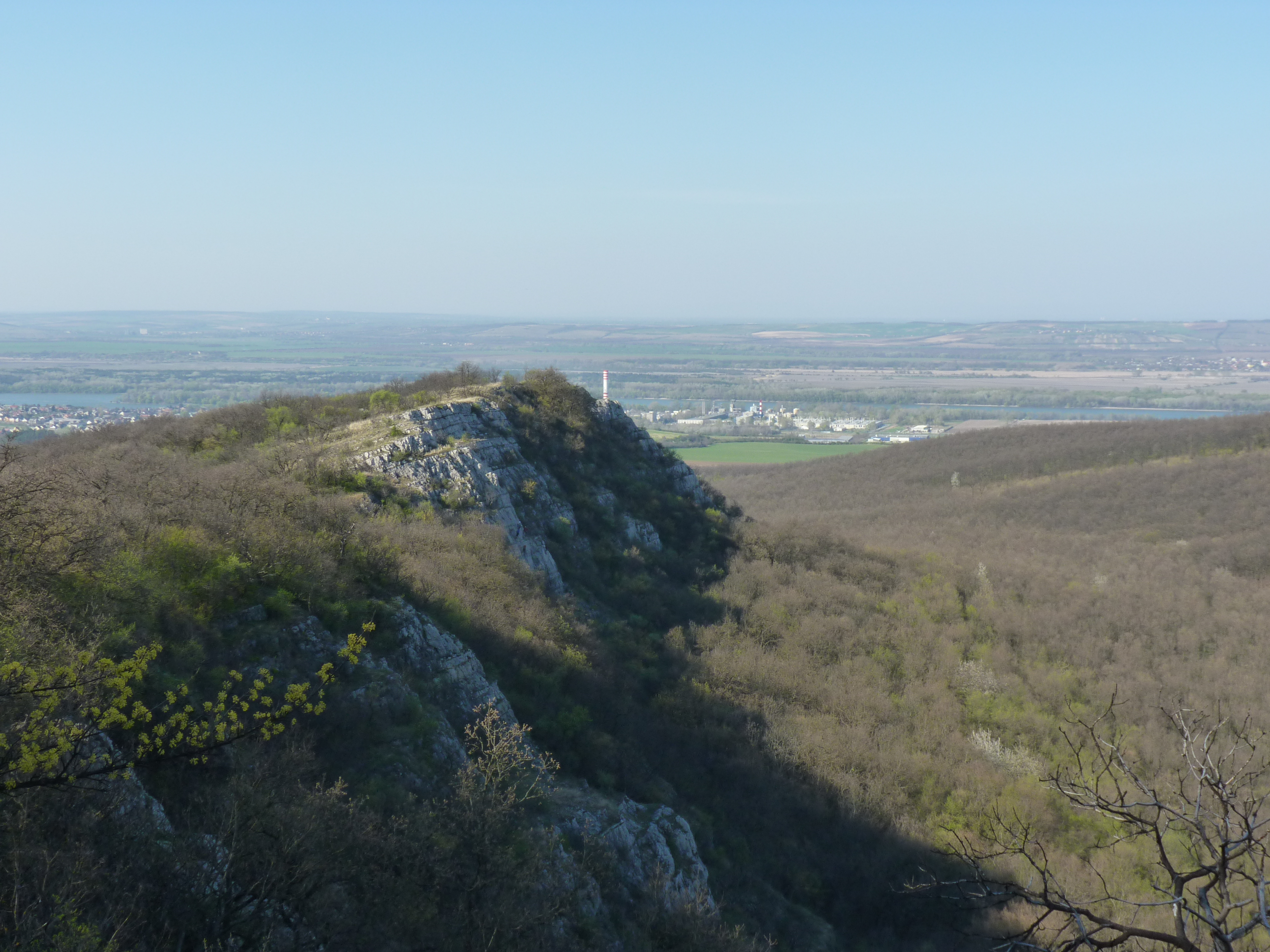
Kilátás észak felé

## Egyéb érdekesség
- Sziklamászók gyakorlóhelyként használják
- Kilátóhely: észak-északnyugat felé a sziklafal húzódik, háttérben a Duna vonalával, kelet felé a Gete, északkelet felé a kanyargó Duna az esztergomi bazilikával.